# توماس إي. أكيرمان
توماس إي. أكيرمان (بالإنجليزية: Thomas E. Ackerman)‏ هو مصور سينمائي أمريكي، ولد في 14 سبتمبر 1948 في سيدار رابيدز في الولايات المتحدة.

## وصلات خارجية
- توماس إي. أكيرمان على موقع IMDb (الإنجليزية)
- توماس إي. أكيرمان على موقع روتن توميتوز (الإنجليزية)
- توماس إي. أكيرمان على موقع ألو سيني (الفرنسية)
- توماس إي. أكيرمان على موقع أول موفي (الإنجليزية)
- توماس إي. أكيرمان على موقع بوكس أوفيس موجو (الإنجليزية)
- توماس إي. أكيرمان على موقع قاعدة بيانات الفيلم (الإنجليزية)
- توماس إي. أكيرمان على موقع كينوبويسك (الروسية)